# KDDIグローバル・メディア
KDDIグローバル・メディア・エルピー（KDDI Global Media, LP）は、アメリカ合衆国コロラド州に所在していたリミテッド・パートナーシップ。KDDIの連結子会社。
ケーブルテレビMSO（統括運営会社）である株式会社ジュピターテレコム（ブランド名・J:COM）の株式29.29%を保有（この他4.41%を他社に信託）する持株会社である。

## 概要

### 住商・LMIの合弁会社として設立
ジュピターテレコムのJASDAQ上場（2005年3月）を控えて、ジュピターテレコムの筆頭株主であったリバティメディア・インターナショナル（LMI、現リバティ・グローバル(LGI)）は、ジュピターテレコムを自らの連結子会社としつつ、日本側のパートナーであった住友商事（住商）も経営に関与できるよう、2004年12月28日、両社はLMI/Sumisho Super Media, LLC（住商/エルエムアイ・スーパー・メディア・エルエルシー）（SM）を設立。LMI、住商両社が保有する株式を移動（住商は設立時と2005年9月の2回に分けて移動）した。
2006年2月、LGI/Sumisho Super Media, LLC（住商/エルジーアイ・スーパー・メディア・エルエルシー）に社名変更（LMI→LGIへの社名変更に伴う）。2009年10月23日、LLCからリミテッド・パートナーシップ（LP）に組織変更。
2010年2月18日までは、同社（SM）に対して、LGIが58.66%、住商が41.34%を出資していた。そして、同社（SM）は、ジュピターテレコムの過半数の株式（2009年10月23日時点で57.46%保有）を保有する親会社であった。

### 合弁解消によるKDDIの子会社化
SM社は、LGI、住商両社が延長に合意しない限り、2010年2月の合弁契約の終了とともに解散する予定であったが、2010年1月25日、LGIとKDDIとの間で、LGIがKDDIに当社の直接の親会社2社（Liberty Japan, Inc.、Liberty Jupiter, Inc.。のちに両社ともLLCに改組）、およびJ:COM株式を3.7%保有するLiberty Global Japan II, LLCの持分全てを譲渡する契約を結んだと発表した。これにより、2010年2月18日に合弁契約を終了、住商に持分に相当するJ:COM株式を分配したため、当社はKDDIの100%子会社となり、社名もSuper Media Japan, LP（スーパー・メディア・ジャパン・エルピー）に変更。さらに、2010年2月26日に、現社名のKDDI Global Media, LP（KDDIグローバル・メディア・エルピー）に再変更した。なお、TOB回避のため、同日、J:COM株式4.41%はみずほ信託銀行に信託譲渡され、この分についてはKDDIは議決権を行使できない状態となっている。
これにより、ジュピターテレコムは、KDDI、住商両社の関連会社となった。
また、2010年2月18日に、KDDIインターナショナル・ホールディングス・エルエルシー（2010年2月26日にリバティ・グローバル・ジャパン II・エルエルシーより商号変更）が保有する株式3.7%中、2.2%についても信託譲渡され、議決権が留保されている。
2011年3月16日、当社をはじめとするJ:COM株式を保有するKDDIの子会社4社は解散し、KDDIの直接保有に変更された。